# Teatro Cajigal
El teatro Juan Manuel Cajigal, también llamado teatro Cajigal, es un edificio histórico acondicionado para actividades teatrales que data del siglo XIX, construido en el estilo neoclásico. Se encuentra ubicado en el municipio Simón Bolívar frente a la plaza Rolando, en la ciudad de Barcelona, la capital del estado Anzoátegui al nororiente del país sudamericano de Venezuela.
Posee una capacidad para 300 espectadores. Es usado básicamente para eventos culturales, obras de teatros y conciertos. Fue inaugurado el 3 de febrero de 1895 por el general Nicolás Rolando.